# Оклахома (песня)
«Оклахо́ма» (англ. Oklahoma), также известная как «Oklahoma, Okay!» — песня из мюзикла «Оклахома!», впервые поставленного на Бродвее 31 марта 1943 года. Она была написана композитором Ричардом Роджерсом и либреттистом Оскаром Хаммерстайном. «Оклахома» исполняется в конце мюзикла, на свадьбе главных героев, ковбоя и девушки-фермера, которые собираются начать новую жизнь в новом штате — Оклахома стала штатом. Песня превозносит прелести сельской жизни и в светлых тонах описывает природу прерий.
В 1953 году песня принята в качестве официального гимна штата Оклахома в США. В 1990 году компания, владеющая правами на музыкальное наследие Роджерса и Хаммерстайна, разрешила штату использовать одноименную песню с целями привлечения туристов за символическую плату — 1 доллар.

## Текст
В песне поётся о том, что создаётся новый штат, который даст людям «ячмень, морковь и картофель, пастбища для скота, шпинат и томаты». В новом штате «полно воздуха», «свободного пространства» и надежды:
Plen’y of air and plen’y of room, 
Plen’y of room to swing a rope! 
Plen’y of heart and plen’y of hope!
Далее описывается пейзаж и ветра Оклахомы, а заканчивется песня торжественным куплетом, о том, что «мы принадлежим этой земле, и эта земля грандиозна»:
We know we belong to the land 
And the land we belong to is grand! 
And when we say — Yeeow! A-yip-i-o-ee ay! 
 We’re only sayin' You’re doin' fine, Oklahoma! Oklahoma — O.K.